# موسى نيزام
موسى نيزام (بالتركية: Musa Nizam)‏ (8 سبتمبر 1990 بأنطاليا في تركيا - ) هو لاعب كرة قدم تركي في مركز الوسط. شارك مع منتخب تركيا تحت 21 سنة لكرة القدم. أما مع النوادي، فقد لعب مع أنطاليا سبور ودنيزلي سبور ونادي طرابزون سبور.

## وصلات خارجية
- موسى نيزام على موقع الاتحاد الأوربي (الإنجليزية)
- موسى نيزام على موقع اتحاد تركيا (لاعب) (الإنجليزية)
- موسى نيزام على موقع قاعدة بيانات كرة القدم.إي يو (الإنجليزية)
- موسى نيزام على موقع Soccerway.com (الإنجليزية)
- موسى نيزام على موقع عالم كرة القدم.نت (الإنجليزية)
- موسى نيزام على موقع AS.com (الإسبانية)